# Neoeutrypanus llanero
Neoeutrypanus llanero (лат.) — вид усачей трибы Acanthocinini из подсемейства ламиин.

## Описание
Коренастые жуки с булавовидными бёдрам. От близких видов отличается следующими признаками: апикальная пятая часть надкрылий преимущественно в беловато-сером опушении; второй членик лапок с сероватой базальной половиной и чёрный на вершине; боковой киль не доходит до базальной половины надкрылий; пронотум без выступов по бокам от середины в передней половине; усики со щетинками; переднегрудь со срединным латеральным бугорком; первый членик задних лапок немного длиннее, чем два следующих вместе.

## Распространение
Встречаются в Южной Америке: Колумбия.